# 11295 Gustaflarsson
11295 Gustaflarsson (tên chỉ định: 1992 EU28) là một tiểu hành tinh nằm ở rìa ngoài của vành đai chính. Nó được khám phá thông qua Uppsala-ESO Survey of Asteroids và Comets ở Đài thiên văn La Silla ở Chile ngày 8 tháng 3 năm 1992. Nó được đặt theo tên Carl Gustaf Larsson, a Swedish carpenter và poet.